# Italská (Praha)
Italská ulice je jedna z významných ulic v Praze, spojující Vinohrady a Žižkov. Její délka je asi 1,1 km.

## Historie a názvy
Ulice vznikla v roce 1926 sloučením dvou původně samostatných ulic: Divišovy ulice, která byla vybudována v roce 1884 a jmenovala se po Prokopu Divišovi, vynálezci hromosvodu, a odpovídala nynějšímu úseku mezi Anglickou a Vinohradskou, a Žižkovy ulice, která vznikla v roce 1889, název dostala po husitském vojevůdci Janu Žižkovi a je to úsek mezi Vinohradskou a Seifertovou.
V roce 1926 na území nynějšího hlavního města existovalo přes třicet Žižkových ulic, proto byl zvolen název Italská, odkazující na Itálii, stát, který se za první světové války přidal na stranu Trojdohody. Mírové uspořádání Evropy po první světové válce a státy Dohody nebo jejich hlavní města připomíná i pojmenování dalších ulic v okolí náměstí Míru – Americká, Anglická, Bělehradská, Belgická, Francouzská, Jugoslávská, Londýnská, Rumunská, Římská, Záhřebská).

## Trasa ulice
Ulice začíná nedaleko náměstí Míru u Anglické a míří z kopce severním směrem. Křižuje Římskou ulici a pak Vinohradskou, za níž stoupá do kopce a křižuje Mánesovu a ulici Na Smetance. Pak následuje rovnější úsek podél Riegrových sadů (ty jsou napravo, tedy na východní straně ulice; proti nim doleva odbočují ulice Helénská, Lichnická a Kunětická), a pak za doprava odbočující Vozovou ulicí opět Italská ulice mírně klesá podél areálu Vysoké školy ekonomické (vpravo, nalevo proti němu jsou bytové a komerční budovy postavené po roce 1990) až k ulici U Rajské zahrady, a za náměstím Winstona Churchilla končí u Seifertovy ulice.
Významné nebo zajímavé budovy a místa:
- hned na začátku ulice vlevo nárožní dům čp. 384 od Bohumíra Kozáka z roku 1937 (Italská 1 a 3)[3]
- činžovní čtyřpatrový dům Italská čp. 1233/22 z roku 1903 od architekta Gustava Papeže, s malířskou výzdobou Ládi Nováka pravděpodobně podle předlohy Mikoláše Alše[4]
- restaurace Hajnovka na rohu Vinohradské a Italské (Vinohradská 35/25), pojmenovaná podle zaniklé usedlosti, která se nacházela v těchto místech (Heinovka, známá i jako Pštrosska), podnik s historií sahající do začátku 20. století[5]
- neorenesanční činžovní dům Italská čp. 36/25[6] s pamětní deskou připomínající odbojáře Marii Sobkovou a Soběslava Sobka[7]
- Riegrovy sady (hned na rohu je pomník Františka Ladislava Riegra od J. V. Myslbeka)
- poliklinika AGEL, v areálu je památný dub uherský u Italské ulice
- novorenesanční vila Tereza (Italská 438/36)
- komerční areál Churchill Square (Italská 2581/67 a 2584/69)[8] s podchodem na Hlavní nádraží

## Galerie

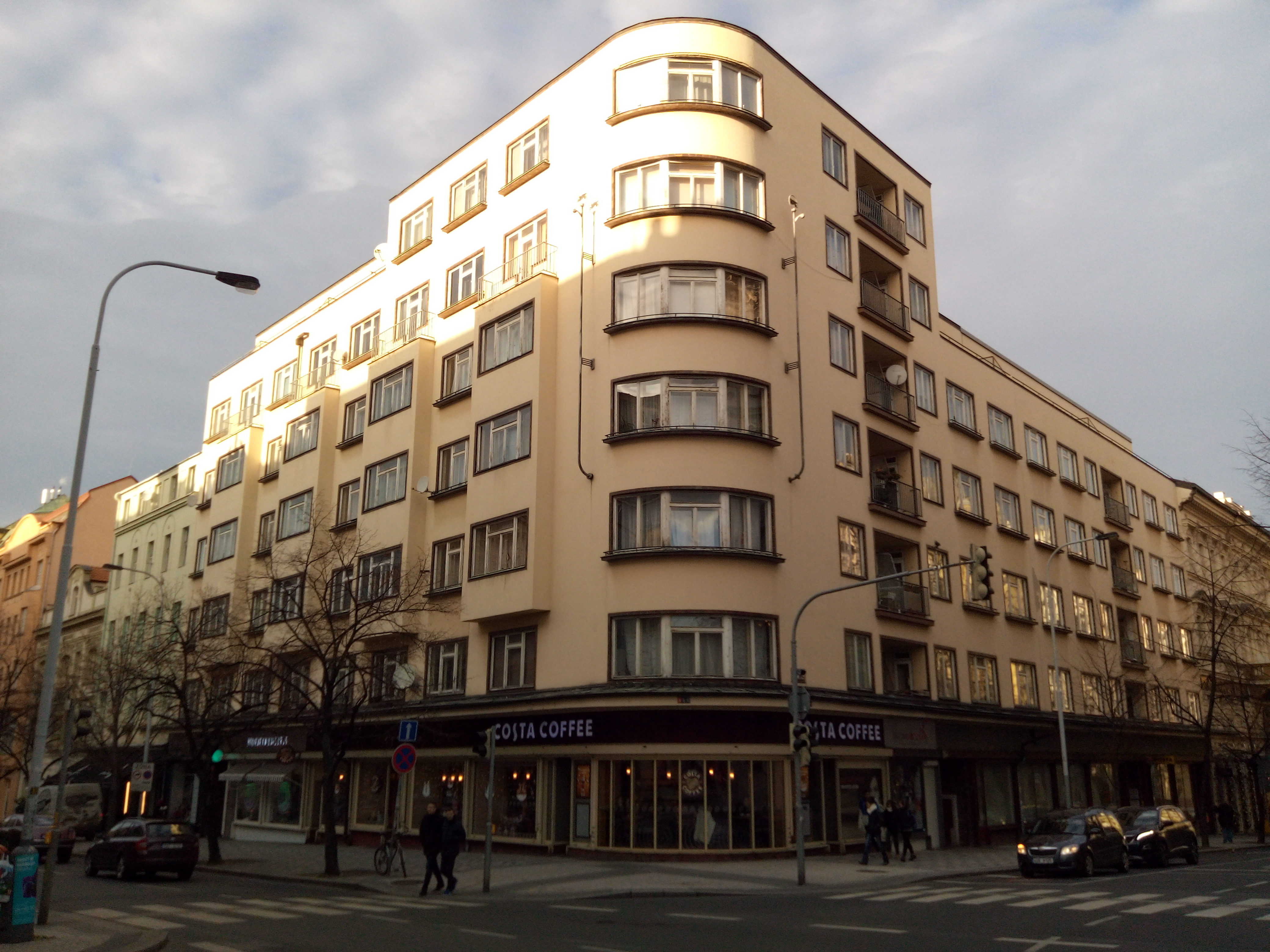
Nároží Anglické a Italské (Italská 384/1 a 3)
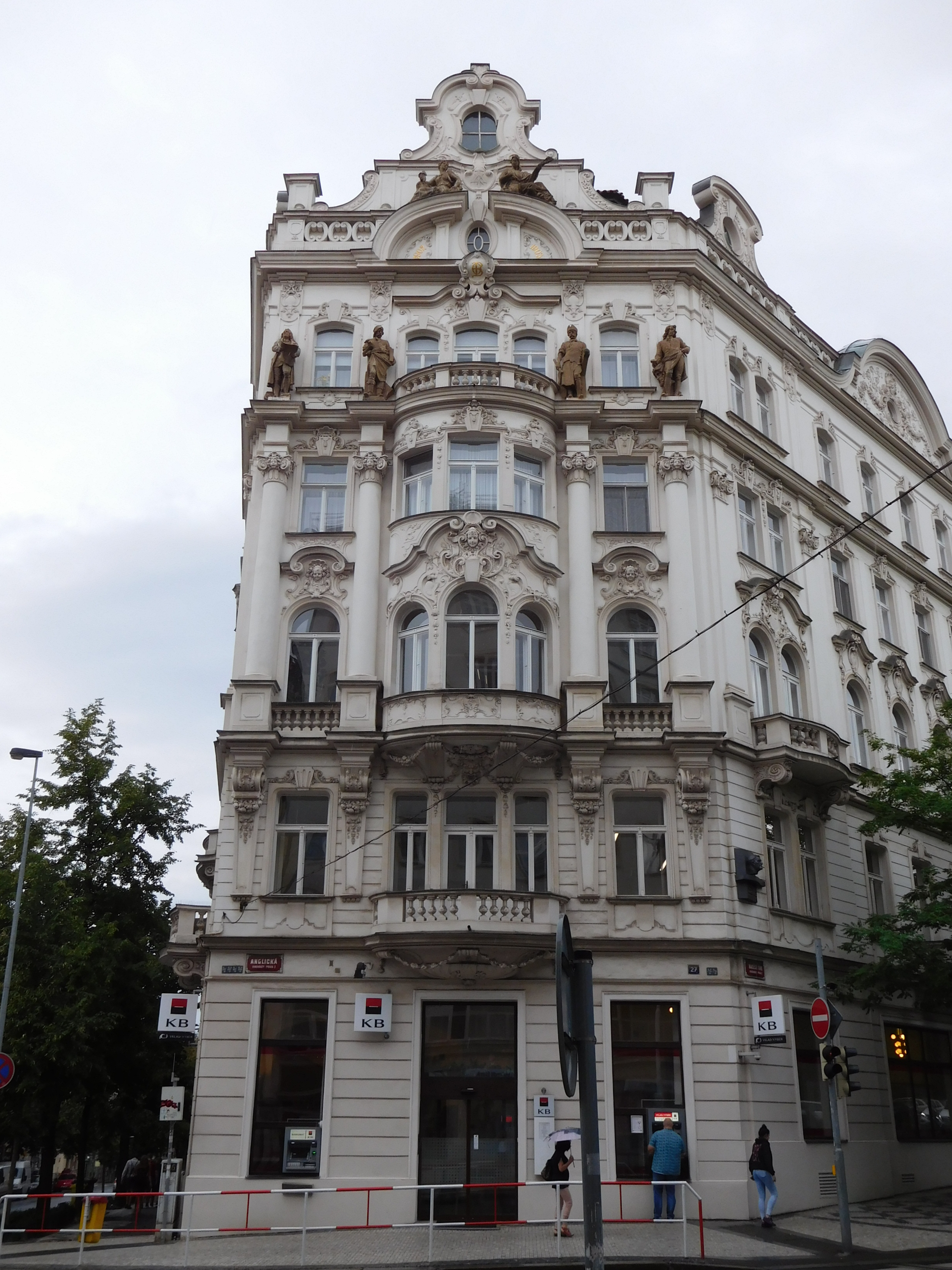
Italská 1219/2
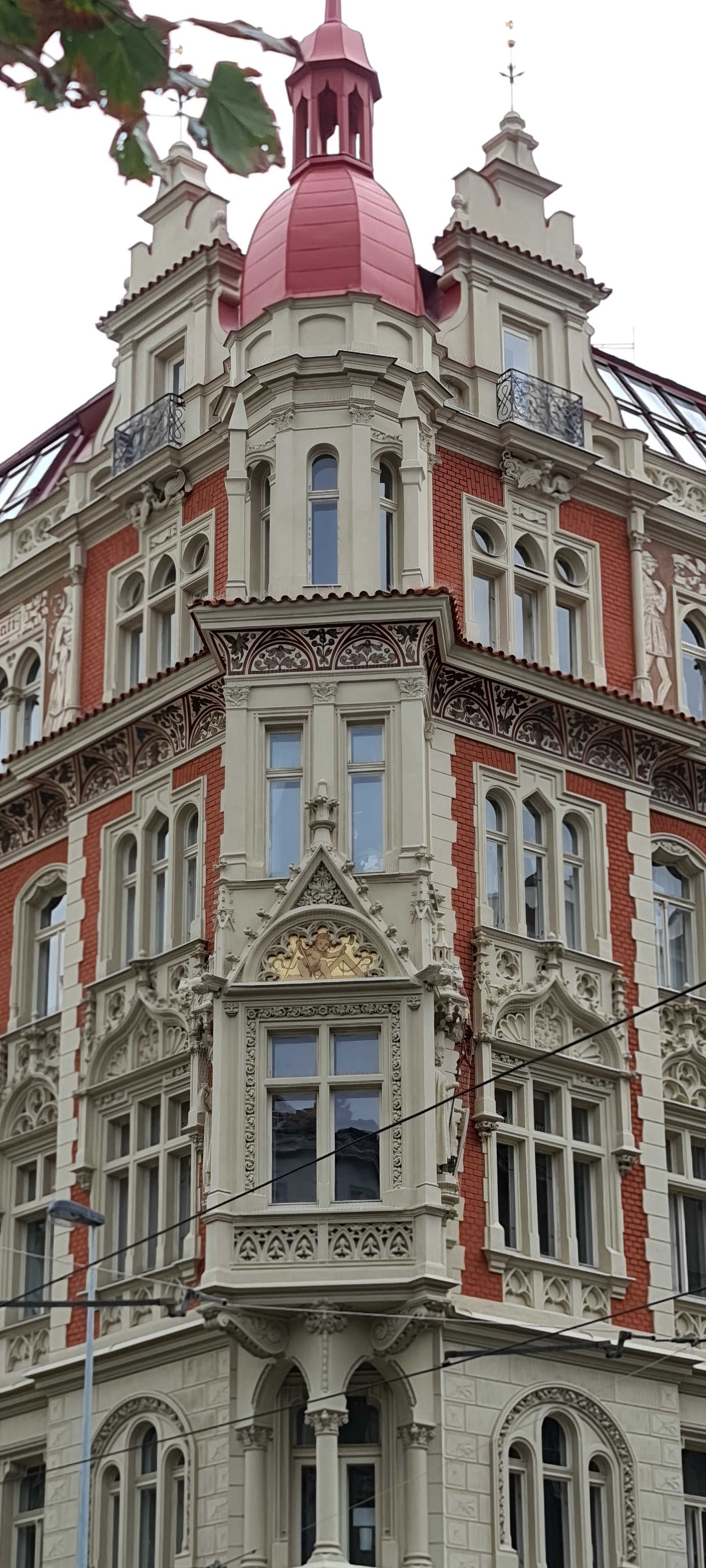
Italská 1233/22
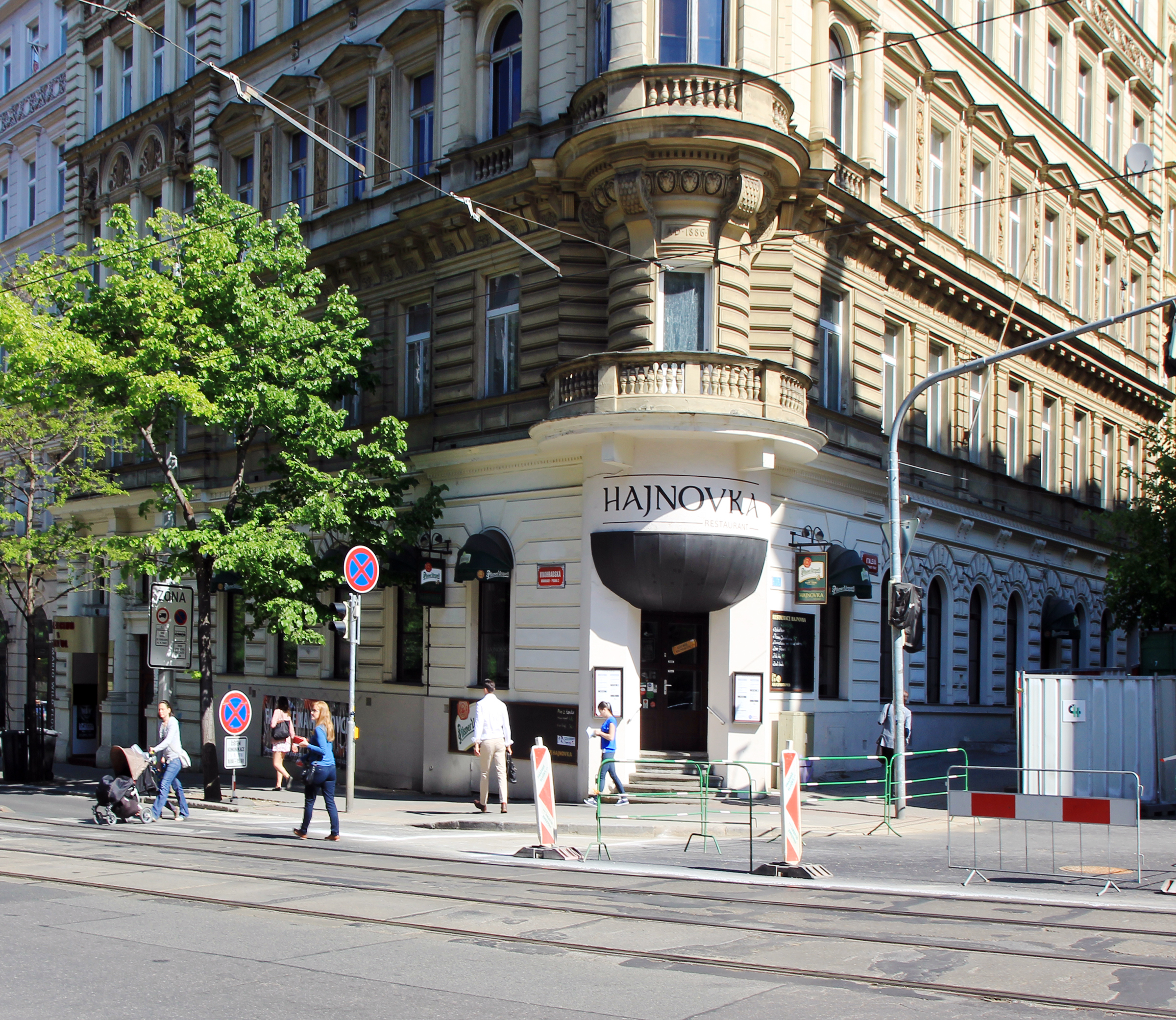
Restaurace Hajnovka
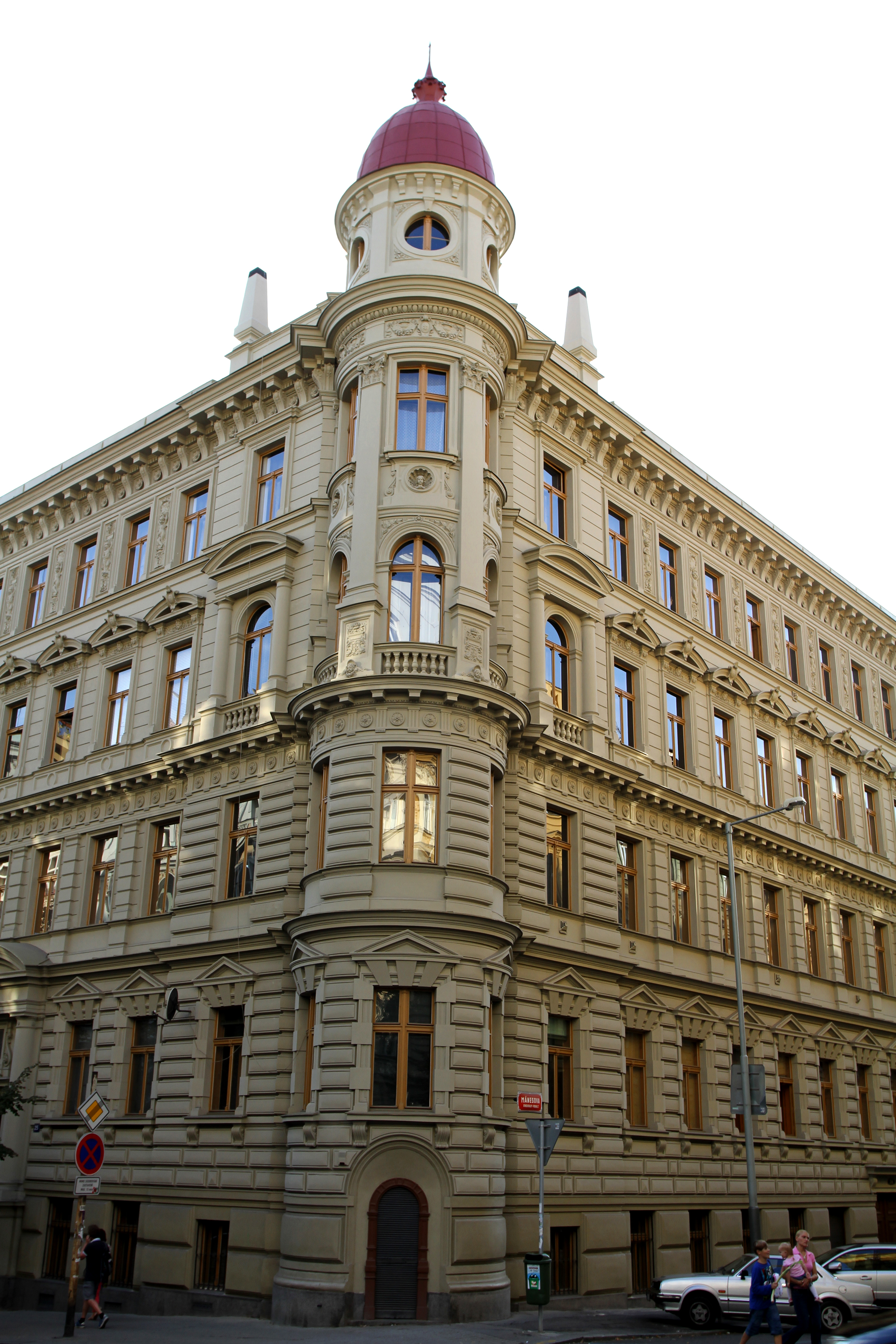
Italská 36/25
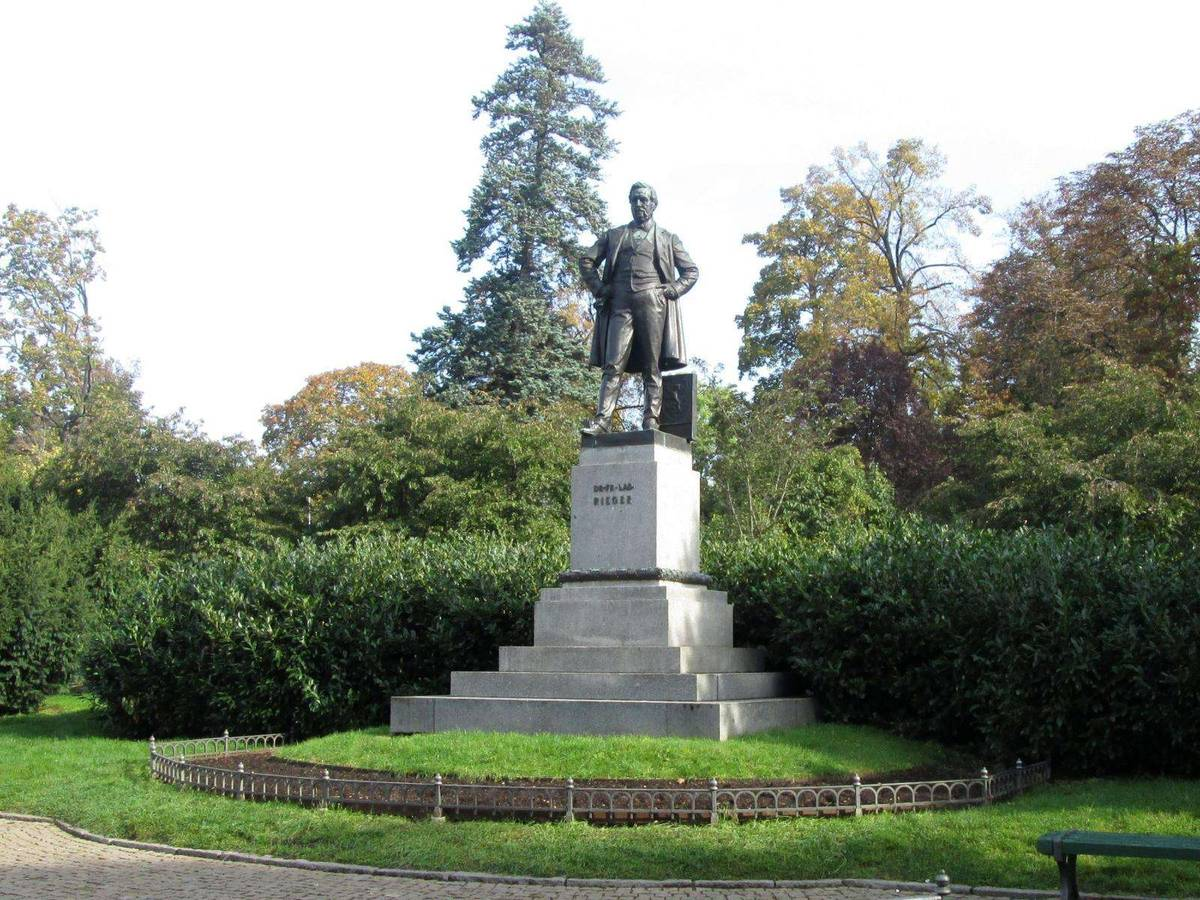
Pomník F. L. Riegra
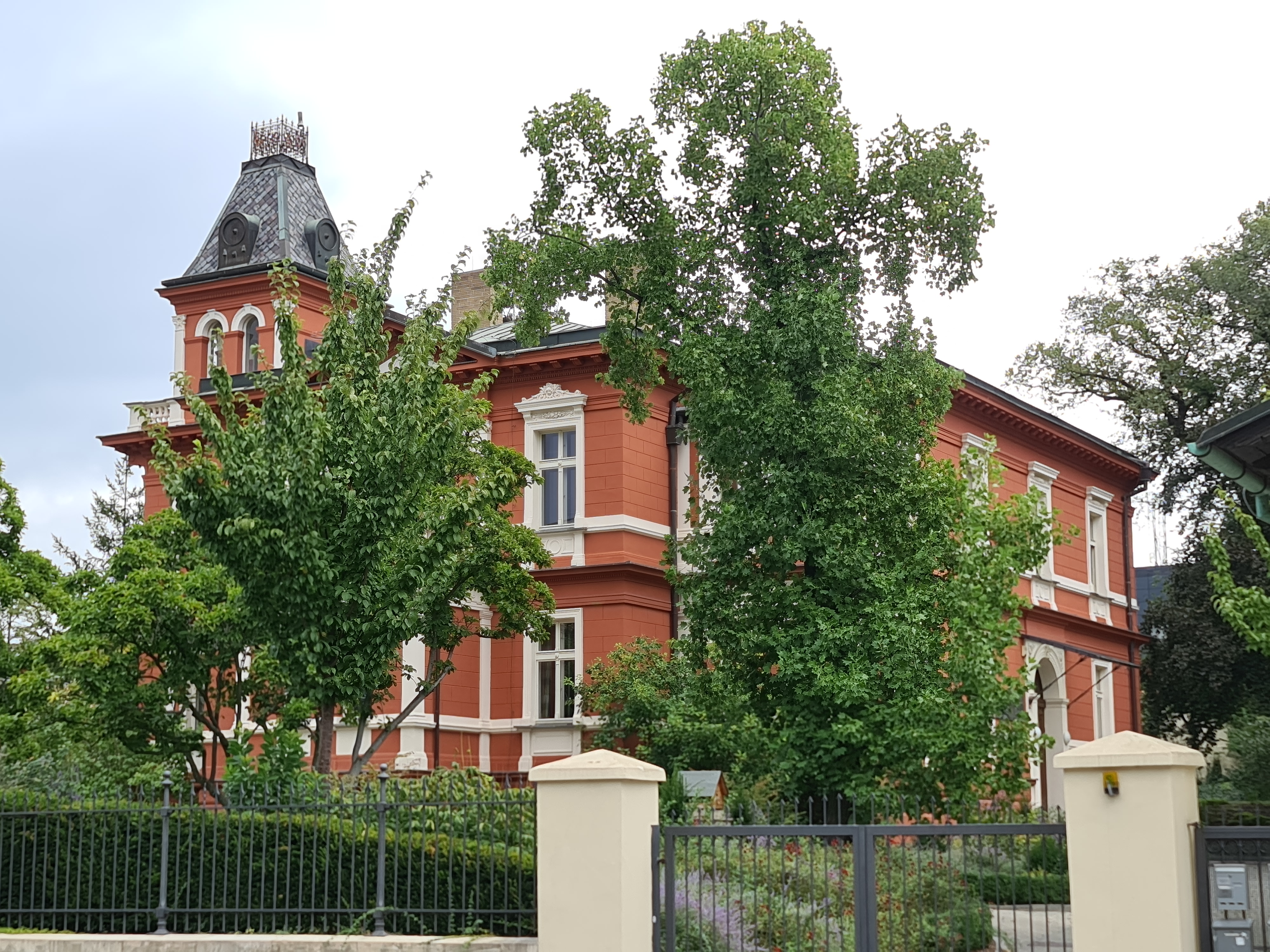
Vila Tereza
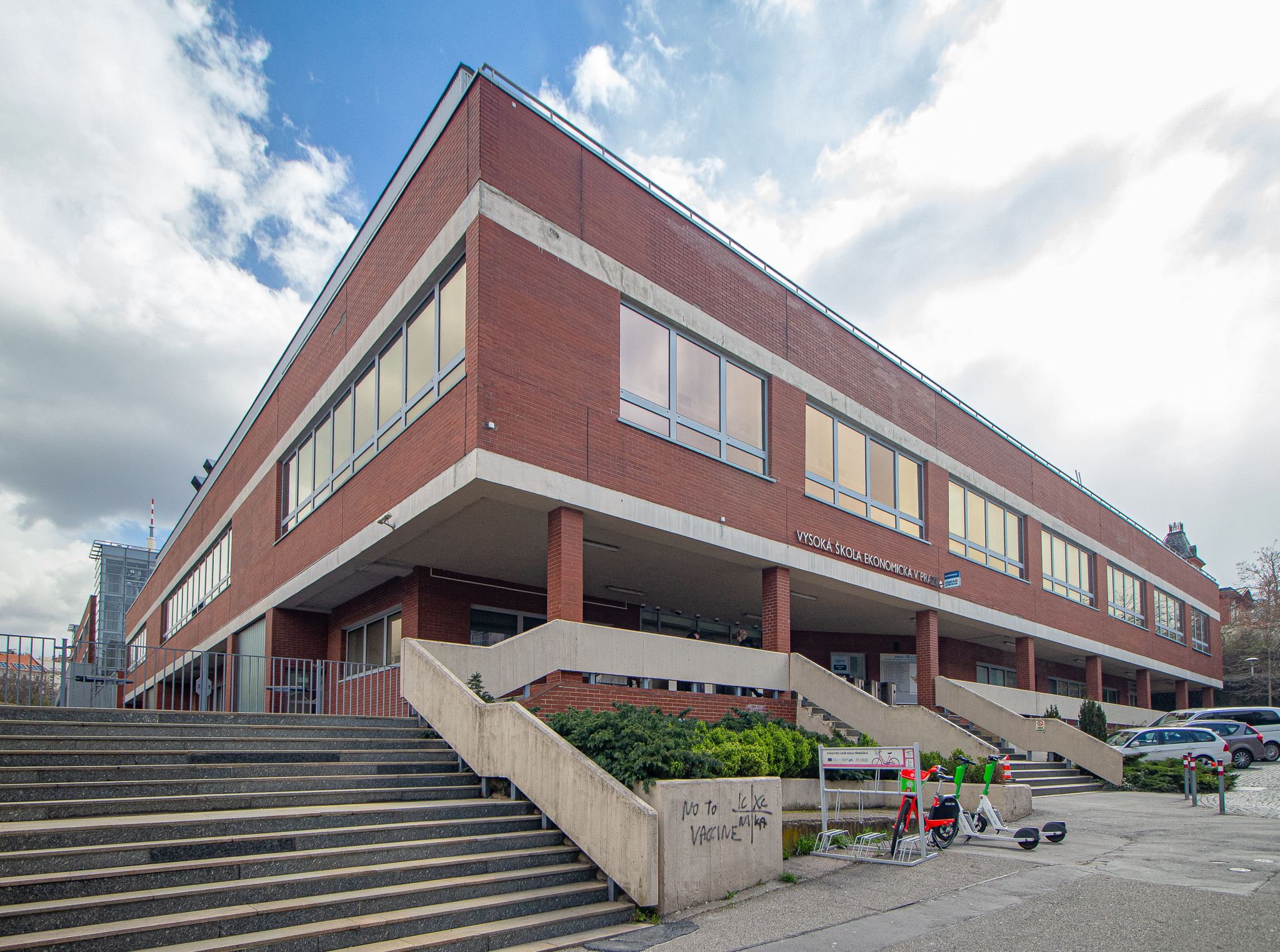
Areál Vysoké školy ekonomické
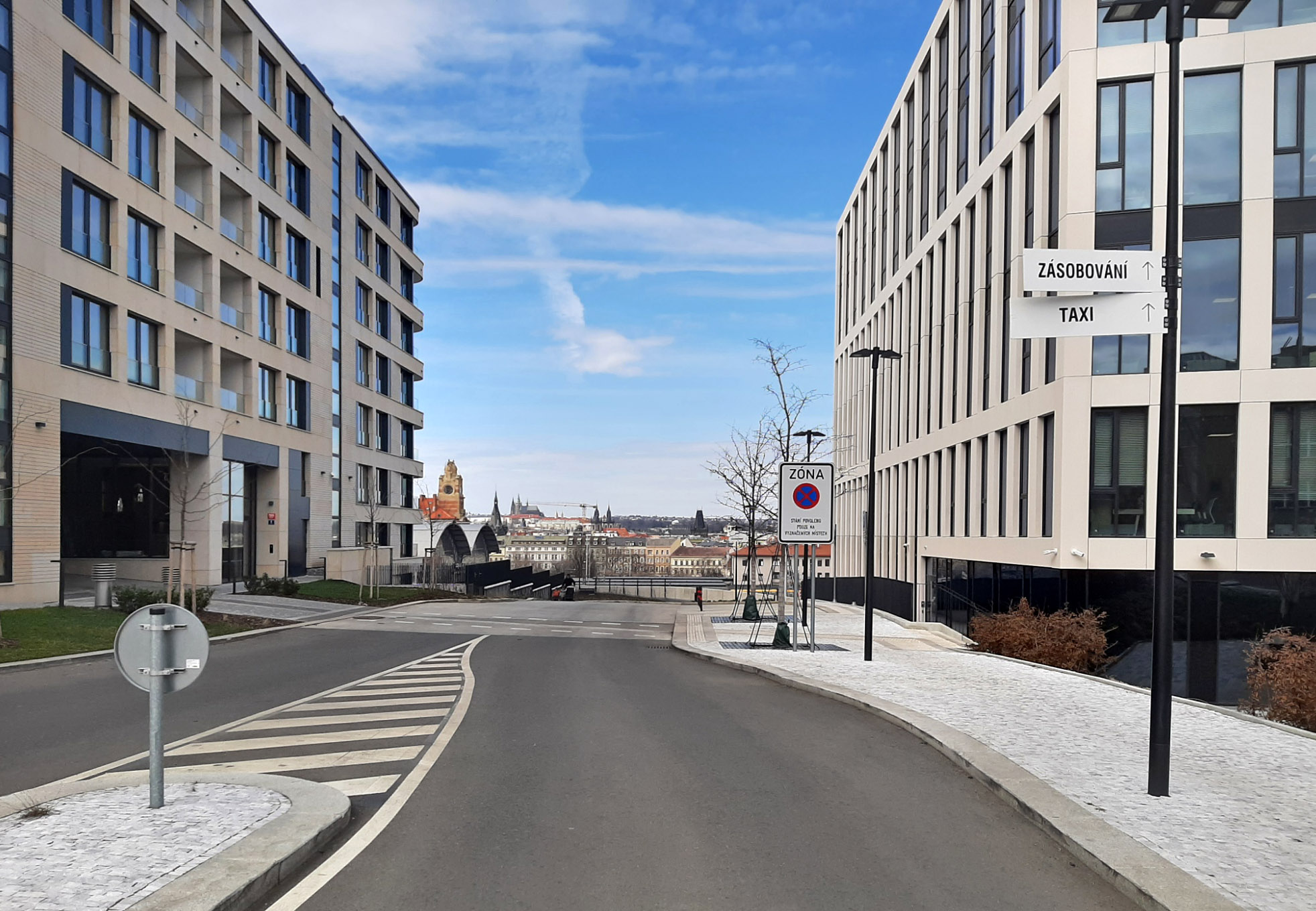
Nové budovy: Dudova ulice
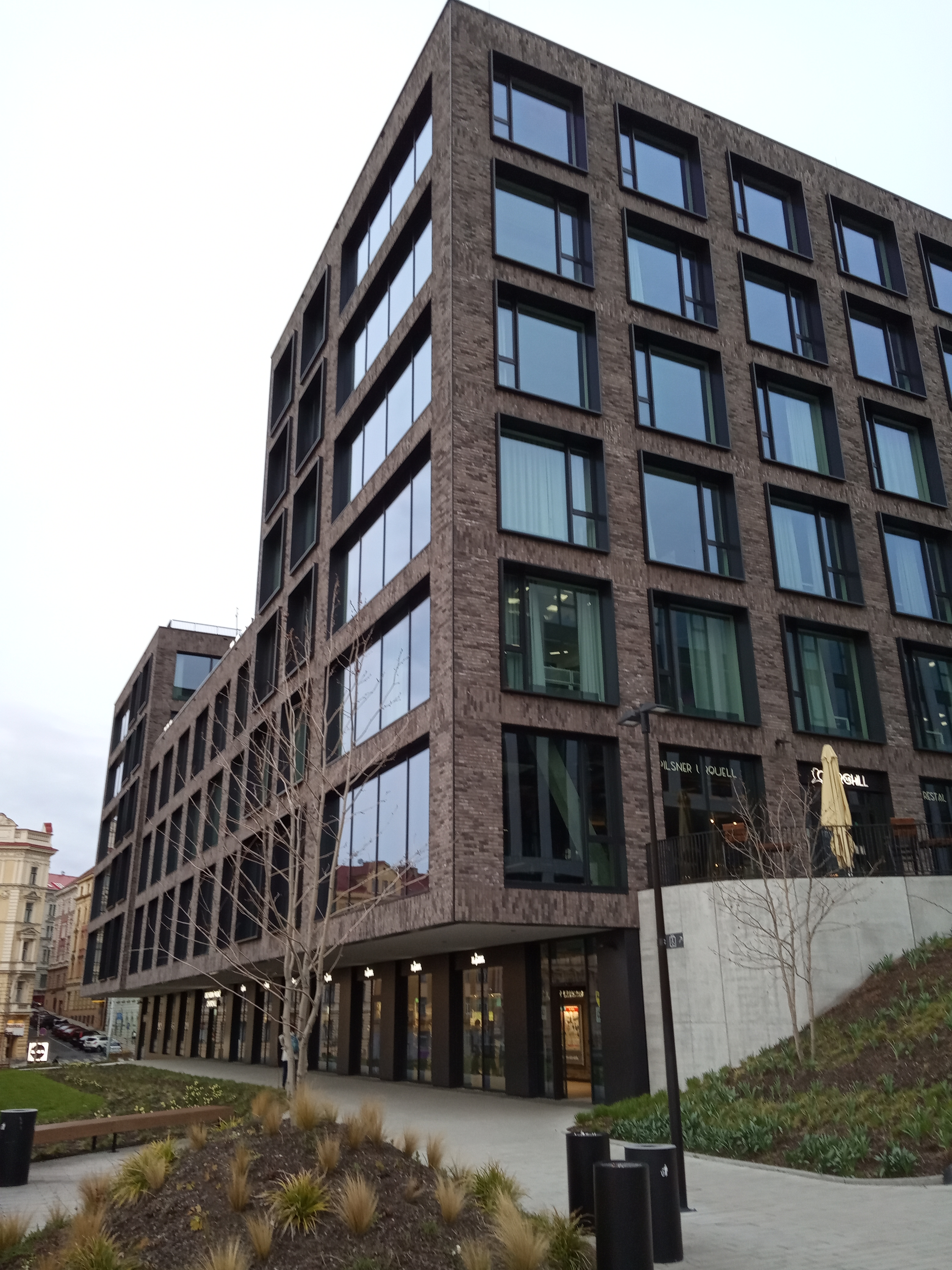
Italská 2584/69